# Denis Nikolayevich Voronenkov
Denis Nikolayevich Voronenkov (tiếng Nga: Денис Николаевич Вороненков, 10 tháng 4 năm 1971 – 23 tháng 3 năm 2017) là một chính trị gia Nga và là thành viên của Duma Quốc gia từ năm 2011 đến năm 2016. Sau khi rời bỏ chức vụ thành viên quốc hội vào năm 2016, Voronenkov rời Nga và định cư ở Ukraine với vợ là Maria Maksakova Jr., ông trở thành một nhà phê bình Tổng thống Nga Vladimir Putin và chính sách đối ngoại của Nga. Ông bị sát hại ở Kiev vào ngày 23 tháng 3 năm 2017.

## Cuộc sống cá nhân và gia đình
Voronenkov sinh ra ở Gorky, Cộng hòa Xã hội chủ nghĩa Xô viết Liên bang Nga, nhưng có một bà là người Ukraina và (theo vợ góa của ông), ông đã trải qua thời thơ ấu của mình ở Kherson Oblast của Ukraina. Voronenkov cưới cựu thành viên ban nhạc Nga và ca sĩ opera Maria Maksakova Jr. cũng là đại biểu quốc hội thuộc đảng Nước Nga thống nhất, vào tháng 3 năm 2015. Hai vợ chồng gặp nhau trong khi làm việc trong một dự luật quy định việc xuất khẩu đồ tạo tác văn hoá. Mỗi người trong số họ có hai con từ các mối quan hệ trước đó. Con trai của họ được sinh ra vào tháng 4 năm 2016. Hai đứa con đầu tiên của Voronenkov là cô con gái Xenia (2000) và cậu con trai Nicholas từ cuộc hôn nhân đầu tiên của ông với Yulia.

## Sự nghiệp
Voronenkov là đại tá trong quân đội Nga. Ông làm việc trong lĩnh vực thực thi pháp luật từ năm 1995. Năm 2000 Voronenkov trở thành nhân viên phe Duma Quốc gia của đảng Thống nhất. Tháng 4/2001 Voronenkov bị giam trong khi nhận hối lộ 10.000 đô la để vận động hành lang vì lợi ích của Yevgeny Trostentsov trong Duma Quốc gia, nhưng vụ việc đã bị khóa lại vào tháng 7 năm sau. Năm 2001, ông từng là cố vấn của Toà Tối cao Liên bang Nga trước khi trở thành Phó Thị trưởng Naryan–Mar và Phó Thống đốc của Khu vực Tự trị Nenets. Voronenkov kế tiếp làm việc cho Cục Kiểm soát Ma túy Liên bang Nga từ năm 2004 đến năm 2007. Sau đó ông theo đuổi một sự nghiệp học thuật như Phó Giáo sư; chức vụ cuối cùng của ông trước khi được bầu làm nghị sĩ (từ tháng 2 năm 2010) tại Học viện Kinh tế, Thương mại Quốc tế St. Petersburg,

### Sự nghiệp chính trị
Voronenkov được bầu làm đại biểu Đảng Cộng sản Liên bang Nga tại Duma Quốc gia, Hạ viện của Quốc hội Nga vào năm 2011. Là một nghị sĩ, ông từng tham gia vào việc đưa ra luật lệ cấm sở hữu nước ngoài của các phương tiện truyền thông Nga, một động thái được mô tả là giảm bớt quyền tự do báo chí ở Nga một cách trầm trọng. Ông đã thua cuộc trong cuộc bầu cử vào tháng 9 năm 2016, chiếm vị trí thứ ba (13,99%) trong khu vực bầu cử số129, nằm ở vùng Nizhny Novgorod, đứng sau người chiến thắng, ứng viên đảng Nước Nga thống nhất Vladimir Panov (42,39%). Ông rời bỏ Duma Quốc gia vào tháng 10. Cuối tháng đó, Voronenkov thông báo rằng ông đã từ bỏ quốc tịch Nga và sang Ukraina sống, nơi ông được nhập quốc tịch trở thành một công dân Ukraina vào tháng 12 . Voronenkov nói rằng ông không có ý định tham dự chính trị Ukraina. Theo thông tấn xã Nga Tass, ông bị trục xuất khỏi Đảng Cộng sản trong năm 2016.

### Lưu vong ở Ukraina
Sau khi Voronenkov chuyển tới sống ở Ukraina, ông trở nên nổi tiếng như một nhà phê bình sắc nét về Tổng thống Nga Vladimir Putin và chính sách của Nga đối với Ukraine. Trước khi rời bỏ chức vụ nghị sĩ ở Nga, ông đã tham gia bỏ phiếu ở quốc hội để nhập Crimea từ Ukraine, do đó ông bị chỉ trích ở Ukraine . Mặc dù lá phiếu của ông được đăng ký, ông tuyên bố rằng ông không có mặt ở Quốc hội vào ngày đó. Vào năm 2014, ông cũng đã lên tiếng ủng hộ các khu vực ly khai của Novorossiya ở phía đông Ukraine, điều này đã góp phần làm cho ông bị chỉ trích ở Ukraine. Tuy nhiên vào năm 2017, ông là một nhà phê bình thẳng thắn về sự can thiệp của Nga tại Ukraine và các nơi khác, ví dụ: Ở Naddestorium, Abkhazia và Nam Ossetia. Trong một cuộc phỏng vấn với Radio Free Europe / Radio Liberty vào tháng 2 năm 2017, Voronenkov đã so sánh Nga dưới thời Vladimir Putin với Đức quốc xã và gọi việc Nga sáp nhập Crimea vào là bất hợp pháp và là một sai lầm  Ông miêu tả bầu không khí ở Nga có đặc tính "yêu nước điên cuồng " và "hoàn toàn sợ hãi". Vào thời điểm ông qua đời, ông đang làm chứng chống lại cựu tổng thống Ucraina Viktor Yanukovych.

## Vụ ám sát
Voronenkov bị bắn chết ở Kiev vào ngày 23 tháng 3 năm 2017. Công tố viên Ukraine Yuriy Lutsenko tuyên bố, Voronenkov đã bị bắn ít nhất ba lần, ngay cả vào đầu, và chết ngay lập tức. Ông đang trên đường gặp Ilya Ponomarev, một cựu nghị sĩ Nga khác cũng sống lưu vong ở Ukraina. Theo nhà chức trách, kẻ sát nhân ông bị thương bởi vệ sĩ của Voronenkov (vệ sĩ này được cung cấp bởi cơ quan An ninh Ucraina)  và được đưa đến bệnh viện, nơi anh ta chết vì vết thương nặng. Theo Công tố viên của Ukraine, tay súng này mang hộ chiếu Ukraine và đã bị cảnh sát truy nã về tội gian lận và rửa tiền. Anton Gerashchenko, một quan chức của Bộ Nội vụ Ukraine, cho biết tên của tay súng là Pavel Parshov. Ông cũng nói rằng Parshov được mật vụ của Nga đưa vào làm một nhân viên ngầm của lực lượng Cảnh sát Quốc gia của Ukraine. Một phát ngôn viên của cảnh sát nói vụ ám sát này có thể là một vụ giết người theo hợp đồng. Vệ sĩ Voronenkov cũng bị thương trong vụ việc.
Cách đây hơn được một tháng trước khi ông bị giết, Voronenkov nói rằng ông lo sợ về sự an toàn của chính mình và gia đình ông, và rằng, ông đã "thọt vào một chỗ đau của Kremlin" với những chỉ trích về Tổng thống Nga. Trong một cuộc phỏng vấn vào tháng 3 năm 2017, ông nói đến vấn đề "quỷ hóa" ở Nga và tuyên bố, "Hệ thống đã mất trí, ở Nga họ nói chúng tôi là những kẻ phản bội. Và tôi nói," Chúng tôi đã phản bội ai? "
Voronenkov nói rằng, ông đã bị cơ quan An ninh Liên bang Nga quấy rầy tại Nga bởi ông bị buộc tội buôn lậu ma túy. Tháng 10 năm 2016, Văn phòng tổng Công tố Nga đã từ chối đưa ra một cuộc điều tra chống lại Voronenkov do Ủy ban Điều tra của Nga đề xuất. Ông bị buộc tội tham gia vào một vụ chiếm đoạt tài sản bất hợp pháp (trị giá 127 triệu rúp) ở Moskva. Tại thời điểm ông chuyển đến sống ở Ukraine, các nhà điều tra Nga đang chuẩn bị một vụ án tham nhũng chống lại Voronenkov nhưng đang chờ đợi quyền miễn truy tố nghị viện của ông ta chấm dứt trong tháng 12 năm 2016. Tháng 3 năm 2017, một tòa ở Moskva phê chuẩn việc bắt giữ Voronenkov vắng mặt liên quan tới vụ chiếm giữ tài sản bất hợp pháp của ông ta tại Moskva  Chính Voronenkov bác bỏ những cáo buộc của Nga cho đó có động cơ chính trị và giả mạo, và tuyên bố rằng Cơ quan An ninh Liên bang đã hứa hẹn là sẽ hủy bỏ những cáo buộc chống lại ông nếu ông ta chịu trả 3 triệu đô la Mỹ.

### Phát biểu
Tổng thống Ukraine Petro Poroshenko phản ứng về vụ giết người, gọi nó là một hành động "khủng bố nhà nước" của Nga. Các quan chức Nga phủ nhận việc tham gia và cho tuyên bố đó là "vô lý". Nghị sĩ Nga và cựu Giám đốc cơ quan An ninh Liên bang Nga Nikolay Kovalyov nói với truyền hình Nga rằng ông tin rằng vụ giết người có thể liên quan đến một vụ tranh chấp kinh doanh. Ponomarev, nghị sĩ Nga tị nạn, mà Voronenkov định gặp trước khi chết phản ứng về vụ giết người bằng cách tuyên bố: "Tôi không có lời nào, nhân viên an ninh có thể gây thương tích cho kẻ tấn công, lý thuyết tiềm ẩn là hiển nhiên. Voronenkov không phải là kẻ lừa đảo, nhưng là một điều tra viên nguy hiểm đến sự sống còn của chính quyền Nga. " Tổng công tố của Ukraine Yuriy Lutsenko gọi vụ giết người là "một cuộc hành quyết điển hình đối với một nhân chứng bởi Kremlin" 